# Keston Bledman
Keston Bledman (* 8. März 1988 in Port of Spain, Trinidad und Tobago) ist ein Sportler aus Trinidad und Tobago.

## Werdegang
Keston wurde als Sohn von Visca und Kenny Bledman geboren. Seine Mutter zog, als er fünf Jahre alt war, in die USA. Schon früh begann er ernsthaft für die Leichtathletik zu trainieren und wurde so von Gunness Persad, der bis heute sein Trainer ist, in seinen Verein aufgenommen. 2005 bestritt er seinen ersten internationalen Wettkampf. Bei den Jugendweltmeisterschaften in Marrakesch gewann er mit 10,55 s Gold. Im Jahr darauf siegte er sowohl bei den Junior CARIFTA Games als auch bei den CAC Jugendmeisterschaften. Bei den Juniorenweltmeisterschaften in Peking reichte es dagegen nur zum siebten Platz. 2007 gewann er dann vor dem späteren Weltmeister Yohan Blake in 10,32 s Gold bei den Pan American Juniorenmeisterschaften.

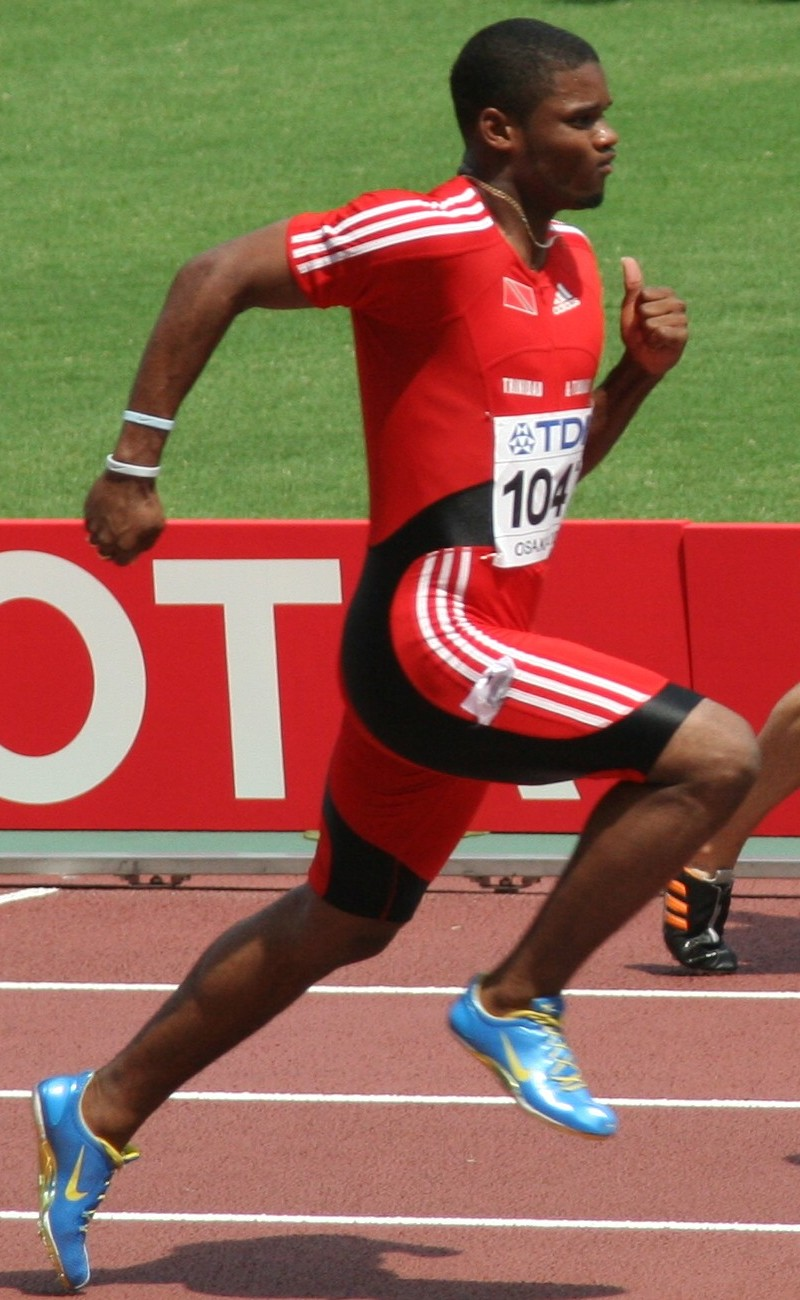
Bledman bei den Weltmeisterschaften 2007

Mit nur 19 Jahren startete er als jüngster der drei Sprinter aus Trinidad und Tobago bei den Weltmeisterschaften in Osaka. Nachdem er seinen Vorlauf noch gewonnen hatte, schied er im Viertelfinale mit 10,33 s als Sechster seines Laufes aus. Bei den Olympischen Spielen in Peking gewann er in der 4-mal-100-Meter-Staffel mit seinen Mitläufern die Goldmedaille in einer Zeit von 38,06 s. Ein Jahr später konnte er sich nicht für den Einzelstart bei den Weltmeisterschaften in Berlin qualifizieren, lief aber in der den Vorläufen des Staffelwettbewerbes, wo seine Landsmänner im Finale Silber holten. Im Oktober 2009 reiste er nach Florida, um mit dem angesehenen Trainer Lance Brauman zu arbeiten. Seitdem lebt er abwechselnd auf Trinidad und Tobago und in Clermont (Florida).
2011 lief er in Clermont mit 9,93 s erstmals unter 10 Sekunden. Bei den Weltmeisterschaften in Daegu kam er abermals nicht ins Finale, diesmal scheiterte knapp im Halbfinale mit einer Zeit von 10,14 s. Im Jahr darauf verbesserte er seine Bestleistung am 26. Mai in Orlando auf 9,89 s, beim Diamond League Meeting in New York wurde er mit 9,93 s Zweiter hinter Yohan Blake und lief zum dritten Mal unter 10 Sekunden. Am 23. Juni stellte er in Port of Spain mit 9,86 s seine neue persönliche Bestleistung auf und ist damit nun der zweitschnellste Sprinter aus Trinidad und Tobago hinter Richard Thompson (9,85 s). Mit dem Sieg bei den Trials qualifizierte er sich gleichzeitig für Olympia 2012 in London. Dort schied er, wie schon bei den Weltmeisterschaften 2011, als Neunter im Halbfinale aus. Seine 10,04 s reichten in seinem Lauf nur zum vierten Platz. Im Staffelwettbewerb konnte er wie in Peking 2008 eine Medaille holen. Mit ihm als Startläufer und Marc Burns, Emmanuel Callender und Richard Thompson gewann Trinidad und Tobago in 38,12 s Bronze hinter Jamaika und den USA. Aufgrund einer positiven Dopingprobe bei Tyson Gay erhielt die Staffel im Mai 2015 nachträglich die Silbermedaille.
Bei den Weltmeisterschaften 2013 in Moskau verpasste er mit 10,08 s als Elftschnellster im Halbfinale wie schon 2011 das Finale.

## Persönliche Bestleistungen
| Disziplin        | Zeit              | Datum            | Ort           |
| ---------------- | ----------------- | ---------------- | ------------- |
| 60 Meter (Halle) | 6,62 s            | 11. Februar 2012 | New York      |
| 100 Meter        | 9,86 s (+1,4 m/s) | 23. Juni 2012    | Port of Spain |
| 200 Meter        | 20,73s (−0,7 m/s) | 3. Juni 2008     | Lappeenranta  |